# Departamento de Leandro N. Alem
Departamento de Leandro N. Alem är en kommun i Argentina.   Den ligger i provinsen Misiones, i den nordöstra delen av landet, 800 km norr om huvudstaden Buenos Aires. Antalet invånare är 45 271.
I omgivningarna runt Departamento de Leandro N. Alem växer huvudsakligen savannskog. Runt Departamento de Leandro N. Alem är det ganska glesbefolkat, med 43 invånare per kvadratkilometer.